# Atlantic bridges
Atlantic bridges is een verzamelalbum van Tangerine Dream uit 1997. Het bevat reeds commercieel beschikbare opnamen uit de jaren 1988-1997 van de albums Melrose, Optical race, Rockoon, Turn of the tides, Dream mixes II, Tyranny of beauty, Lily on the beach en Dream mixes volume 2.
Het album verscheen eerst apart en vervolgens in december 1998 in de Dream Dice box, waarin ook Atlantic walls, deel twee van de verzamelalbums.

## Musici
- zie de betreffende albums

## Muziek
| Nr. | Titel                    | Duur |
| --- | ------------------------ | ---- |
| 1.  | Mothers of rain          |      |
| 2.  | Sungate                  |      |
| 3.  | Ling Island sunset       |      |
| 4.  | Paradise cove            |      |
| 5.  | Atlas eyes               |      |
| 6.  | Melrose                  |      |
| 7.  | Girls on Broadway        |      |
| 8.  | Turn of the tides        |      |
| 9.  | Jungle journey           |      |
| 10. | Catwalk                  |      |
| 11. | Touchwood ((forest mix)) |      |
| 12. | TimeSquare               |      |

CD1: Ambient monkeys ·
CD2: Atlantic bridges ·
CD3: Atlantic walls ·
CD4: Dream encores ·
CD5: The dream mixes ·
CD6: Dream mixes volume 2 ·
CD7: The Hollywood years, volume 1 ·
CD8: The Hollywood years, volume 2 ·
CD9: Oasis ·
CD10: Quinoa ·
CD11: Tournado ·
CD12: Transsiberia ·
CD13: Ça va – ça marche – ça ira encore